# Драматический театр им. С. Л. Штейна
Драматический театр имени С. Л. Штейна — театральная школа-студия, созданная в 1937 году по инициативе Сергея Львовича Штейна и ставшая одним из центров открытия многочисленных талантливых артистов советского и постсоветского времени благодаря методике преподавания её основателя.

## История

### Создание театра-студии
Идея создания школы-студии возникла в 1936 году, когда С. Л. Штейн, будучи студентом ГИТИСа, но имеющий за плечами колоссальный опыт работы на региональных и всесоюзных площадках, возглавил театральную студию детского сектора Дворца Культуры Завода имени Сталина, как тогда назывался Культурный центр ЗИЛ.
Первоначально школа-студия задумывалась как обыкновенный детский драматический кружок, который должен был ставить обыкновенные пьесы для развлечения. Однако, благодаря подходу С. Л. Штейна к работе с молодыми людьми, его уникальной методике, которая сегодня при ознакомлении может показаться само собой разумеющейся, обычный драмкружок начал складываться в настоящий Народный театр.
В сентябре 1936 года был проведен первый набор в студию Штейна, после чего основатель вместе с учениками начал подготовку к 100-летнему юбилею со дня смерти А. С. Пушкина, перемежая это с образовательным процессом. Было решено сделать спектакль-концерт, в программу которого вошли бы стихотворения, отрывки из поэм, проза Пушкина и произведения о нём.
10 февраля 1937 года (дата смерти Пушкина) состоялось первое выступление: с успехом показан спектакль-концерт на Большой сцене ДК ЗИЛ. Эту дату решили считать датой рождений студии Штейна.
Осенью 1938 года в студию была принята новая группа, которая стала называться «первая подготовительная группа», а те, кто записался ещё в 1936 году, назывались «основной группой».
С 1941 по 1943 годы, в самые сложные годы Великой Отечественной войны, воспитанники Народного театра давали спектакли в госпиталях. Со своим основателем они поддерживали связь письмами (С. Л. Штейн в период войны вместе с труппой Ленкома был вынужден эвакуироваться в Узбекистан). Это было первое разъединение студии.

### Восстановительный период
С апреля 1943 года начался восстановительный период, который заключался в выборе дальнейшего творческого пути студии, поскольку за два года изменилась психология учеников Штейна, прошедших войну, утративших детские черты, возмужавших. Для формирования коллектива нужен был такой спектакль, который отвечал бы стремлениям и интересам ребят. Выход был найден. С. Л. Штейн предложил сделать постановку по «Трем мушкетерам» Дюма-отца под названием «Ансамбль дома № 6». Текст для постановки был выбран не случайно:
«Мальчики детской группы начали занятия фехтованием с мастером этого вида спорта Алексеем Семеновичем Кургановым. Уроки фехтования превратились в сцены из „Трех мушкетеров“ по роману Дюма-отца — это было второе отделение спектакля. А в первом отделении была представлена „война“ ребячьего музыкального ансамбля с т. н. „мушкетерами“, которые совершенно не соответствовали благородным принципам настоящих мушкетеров, по роману Дюма-отца. Поводом к теме мушкетеров стал фильм „Три мушкетера“ (реж. А. Двон, 1939), только что вышедший на экраны, после которого во всех дворах шли ребячьи поединки на деревянных шпагах».
После войны студия С. Л. Штейна начала называться Театральной студией Дворца культуры ЗИСа с детскими подготовительными группами. Сформировав новый состав, который, по традиции, был разделен на «стариков» и новоприбывших, студия вошла в новую стадию своей насыщенной событиями жизни.
В 1946 году студия С. Л. Штейна отметила свое 10-летие.

### Последующие годы
В 1947 году был поставлен спектакль «Дорогие мои мальчишки» по повести Льва Кассиля. Премьера «Дорогих моих мальчишек» состоялась по телевидению, что делает эту инсценировку одним из первых телевизионных спектаклей в СССР. Штейн таким образом описывает реакцию Льва Кассиля на прогоне спектакля перед премьерой:
«Когда Лев Абрамович пришел к нам на прогон, он остался очень доволен тем, что происходило на сцене. А об исполнителях ролей Капки Бутырёва и Дулькова он сказал, что когда писал повесть, перед его глазами стояли именно они. Премьера имела огромный успех, и спектакль обрел долгую сценическую жизнь».
Особым успехом студии С. Л. Штейна пользовались литературно-музыкальные композиции, за подготовку которых отвечала Лидия Михайловна Сатель, человек в высшей степени образованный, имеющий за плечами занятия в Оперно-драматической студии К. С. Станиславского, великолепно владеющая иностранными языками, знаток литературы. Л. М. Сатель трудилась в студии практически с самого начала: в 1938 году она поступила на работу в качестве педагога по художественному слову.
В 1948 году Л. М. Сатель поставила литературно-музыкальную композицию «Наташа Ростова» по роману Л. Н. Толстого «Война и мир». Этот спектакль имел огромный успех. Помимо столичных площадок его показывали в Ясной поляне, в Институте русской литературы Академии наук СССР (Пушкинский Дом), в Московском государственном литературном музее, а также в разных городах СССР. В репертуаре студии Штейна он был почти 25 лет.
К середине 1950-х годов благодаря успехам спектаклей студия С. Л. Штейна значительно выросла численно: общий состав участников насчитывал 100 с лишним человек. Управлять таким коллективом одному С. Л. Штейну с неизменной поддержкой Л. М. Сатель было трудно. Для этой цели они начали поручать своим воспитанникам, обучающимся в театральных учебных заведениях, вести занятия с детскими подготовительными группами. Это одновременно была и практика для самих студентов, и обучение вновь пришедших студийцев основам подхода к постановке спектаклей студии Штейна.

#### Народный театр
20 октября 1959 года состоялось открытие Народного драматического театра ДК ЗИЛа. Из множества московских театральных коллективов это звание было присвоено только двум из них — студиям ДК ЗИЛ и ДК Метростроя. Это почетное звание, как отмечает С. Л. Штейн, было присвоено театральной студии на 21-м году её существования. Впервые у коллектива появилась возможность официально оформить себя как труппу театра, который имел трехчастную структуру:
1. Собственно театральный коллектив, куда вошли основатели студии, ветераны художественной самодеятельности ДК ЗИЛа, воспитанники школы-студии, окончившие школу и поступившие в высшие учебные заведения, техникумы, а также артисты профессионального театра, пришедшие в коллектив на общественных началах;
2. Студия, в которую вошли молодые люди, желающие поступить в коллектив труппы Народного театра ДК ЗИЛ, и воспитанники, не вошедшие в труппу театра ввиду малого стажа работы;
3. Школа-студия, которую образовали детские группы, и которая официально была учреждена в 1961 году.

Народный драматический театр Дворца культуры ЗИЛ стал своеобразным комбинатом любителей театрального искусства, объединившим около 200 человек.
С 1960 года начался ежегодный прием в молодёжную группу студии.
В связи с официальным оформлением студии Штейна в Народный театр ДК ЗИЛ изменилась дата основания коллектива. Если раньше рождение коллектива отсчитывалось с 10 февраля (дата смерти Пушкина, к годовщине которой первые студийцы сыграли первый спектакль «Мой Пушкин»), то теперь Народный театр начал открывать свой сезон 20 октября.
Летом 1960 года состоялся первый гастрольный выезд театра в Нижний Новгород (тогда — г. Горький). Выступления проходили на площадках клуба Горьковского автозавода, в кинозалах местного Дома культуры и Летнего театра. Народный театр ДК ЗИЛ показал два спектакля: «Аттестат зрелости» и «Ромео и Джульетту», а также провел несколько вечеров-концертов.
В 1963 году театр вновь выехал на гастроли, но уже в столицу соседней республики Беларусь — в Минск, где выступал на площадках Дворца профсоюзов, Минского автомобильного завода, Белорусского автомобильного завода. Коллектив показывал «Аттестат зрелости», «Овод», «До свидания, мальчики!», «Конец кондуита».
К 40-летию театра был восстановлен спектакль «Наш Пушкин». Юбилей отмечался широко и громко. Поздравить ЗИЛовцев пришли актёры профессиональных театров, известные деятели культуры, коллективы самодеятельного творчества. На вечере Сергей Львович Штейн, уже тяжело больной, сказал, что счастлив был работать в Искусстве, что жизнь подарила ему огромный подарок — заниматься любимым делом. За четыре десятилетия ему удалось создать СВОЙ театр — с уникальным репертуаром, со своими традициями и преемственностью поколений. Он сумел создать школу воспитания актёра с детства, хотя главной задачей всегда считал воспитание подростков средствами Искусства. И ему удалось выполнить её — Сергей Львович не просто научил своих воспитанников творчески относиться к своей работе, какую бы профессию они ни выбрали, — тысячам подростков он дал путёвку в жизнь. Многие считали его своим вторым отцом. Из своих учеников он создал настоящую семью — разных возрастов, разных характеров, разных профессий.

#### Современность
Сейчас студии при театре преподается актёрское мастерство, сценическая речь, сценическое движение, танец и вокал.
В 2008 году добавилась новая программа «Театральные игры», созданная для детей от 7,5 лет. В программу, рассчитанную на два года, входят те же упражнения на внимание, на фантазию, на партнерство, четкость дикции и правильное дыхание, координацию, растяжку и ритмичность, но проходят они в форме игры, забавы. Затем студийцам дается понимание, что театр — это игра взрослая, серьёзная, сущностная.
С 2008 года в программу обучения введены самостоятельные работы, смотр которых, как правило, проходит в марте каждого сезона. Студийцы и актёры работают в формате театральной лаборатории. Студийцы и актёры берут отрывки из любых произведений и создают «спектакль», в котором подбирают музыкальное и световое оформление, костюмы, актёрский состав и сценическое решение работы в целом. Для организации подготовки к экзамену назначаются ответственные за смотр работ. Ни на одном этапе преподаватели не вмешиваются в процесс.
Постоянный репертуар театра состоит из 12 спектаклей.
Зимой 2017 года студия отметила своё восьмидесятилетие и в том же году стала Драматическим театром имени С. Л. Штейна.

### Известные выпускники студии
- Васильева, Вера Кузьминична
- Земляникин, Владимир Михайлович
- Калядин, Игорь Иванович
- Катин-Ярцев, Юрий Васильевич
- Куприянов Василий Ильич
- Лановой, Василий Семенович
- Лихитченко, Аза Владимировна
- Локтев, Алексей Васильевич
- Носик, Валерий Бенедиктович
- Рушковский, Николай Николаевич
- Таланкин, Игорь Васильевич
- Шевелёв, Григорий Александрович
- Шмыга, Татьяна Ивановна

### Руководители театра-студии
- 1936—1977 — Штейн, Сергей Львович
- 1977—1987 — Калашникова, Галина Алексеевна
- 1987—1988 — Калантаров, Ювеналий Александрович
- 1989—1993 — Логвинов, Михаил Васильевич
- 1994—2012 — Новожилов, Николай Михайлович
- 2013-н. в.- Полушкин, Павел Александрович

### Спектакли поставленные С. Л. Штейном
За период руководства С. Л. Штейном Народным драматическим театром ДК ЗИЛ (с 1936 по 1977 годы) было поставлено около 50 спектаклей. Среди них:
- 1937 — «Наш Пушкин» (литературно-музыкальная композиция по произведениям А. С. Пушкина);
- 1938 — «Вечер русской классической прозы»; «Комсомольцы»;
- 1939 — «Овод» (по Э. Л. Войнич);
- 1940 — «Друзья из Питтсбурга» (по мотивам романа М. Твена «Приключения Тома Сойера»), «Вечер по произведениям советских авторов»;
- 1941 — «Испанцы» (по трагедии 16-летнего М. Ю. Лермонтова);
- 1943 — «Ансамбль дома № 6»;
- 1944 — «Небесное создание» (по Б. С. Ласкину), «Русские женщины» (по Л. М. Сателю);
- 1945 — «Басни» (по И. А. Крылову);
- 1947 — «Дорогие мои мальчики» (по Л. А. Кассилю);
- 1948 — «Как закалялась сталь» (по роману Н. А. Островского), «Наташа Ростова» (литературно-музыкальная композиция по роману Л. Н. Толстого «Война и мир»);
- 1949 — «Лена» (по С. П. Антонову);
- 1950 — «Аттестат зрелости» (по Л. Б. Гераскиной);
- 1952 — «Тарас Бульба», «Ревизор» (по произведениям Н. В. Гоголя), «Павлик Морозов» (по С. П. Щипачеву), «Записки охотника» (по И. С. Тургеневу);
- 1953 — «Золотой ключик» (по А. Н. Толстому);
- 1954 — «Ранние рассказы», «Детство» (по произведениям М. Горького), «Твое личное дело» (по Л. И. Ошанину и Е. Б. Успенской), «Рассказы» (по произведениям А. П. Чехова);
- 1955 — «Ромео и Джульетта» (по пьесе У. Шекспира);
- 1956 — «Белеет парус одинокий» (по В. П. Катаеву);
- 1958 — «Конец кондуита» (по Л. А. Кассилю и Л. В. Невской); «Повесть о лесах» (по К. Г. Паустовскому);
- 1960 — «Продолжение легенды» (по А. В. Кузнецову), «Вешние воды» (по роману И. С. Тургенева);
- 1961 — «Здравствуй, Катя!» (по М. Г. Львовскому); «Снег» (по К. Г. Паустовскому);
- 1962 — тематический вечер «Годы войны», «Упрямые лучи» (по А. И. Татарскому);
- 1963 — «До свидания, мальчики!» (по Б. И. Балтеру);
- 1964 — «Бедность не порок» (по А. Н. Островскому);
- 1966 — «Снежная королева» (по Е. Л. Шварцу), «Синяя тетрадь» (по Э. Г. Казакевичу);
- 1967 — «Буре навстречу» (по Р. Ф. Ишмуратову);
- 1968 — «Уральская рапсодия» (по Е. А. Пермяку), «Человек — это звучит гордо» (по М. Горькому);
- 1969 — «Месяц в деревне» (по И. С. Тургеневу);
- 1970 — «Живее всех живых» (по В. В. Маяковскому);
- 1971 — «Что к чему» (по В. Фролову и И. Ционскому);
- 1973 — «А зори здесь тихие…» (по Б. Л. Васильеву);
- 1974 — «Сказка о царе Салтане» (по А. С. Пушкину), «Тополек мой в красной косынке» (по Ч. Т. Айтматову);
- 1976 — «Погода на завтра» (по М. Ф. Шатрову).